# Réserve de Fathala
La réserve de Fathala est une réserve naturelle animalière située au sud du Sénégal, dans la région de Fatick, entre Toubacouta et la frontière avec la Gambie. Ouverte au tourisme sur 2 000 hectares, elle fait partie de la forêt classée de Fathala (11 800 hectares), qui correspond à la partie terrestre du parc national du delta du Saloum. La proposition d'inscription du delta du Saloum sur la liste du patrimoine mondial intègre la zone de la forêt de Fathala.

## Forêt
Dans cette forêt sèche, la plus septentrionale d’Afrique de l’Ouest, on a dénombré environ 400 espèces végétales, dont Daniellia oliveri, Cordyla pinnata, Parkia biglobosa, Khaya senegalensis et  Sclerocarya birrea.

## Faune
La réserve abrite des animaux indigènes, mais également des animaux venant d'autres pays.

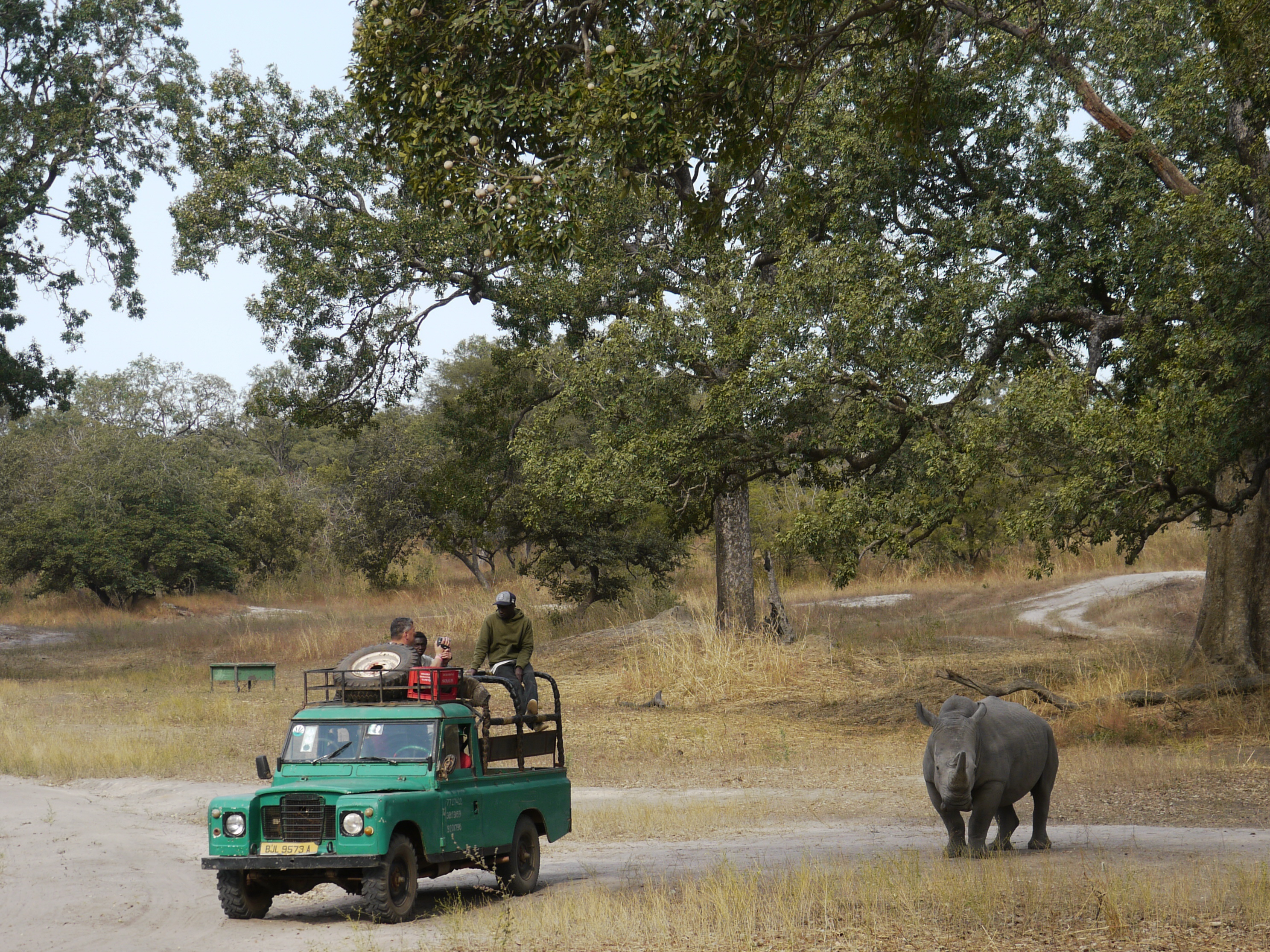
Observation des animaux
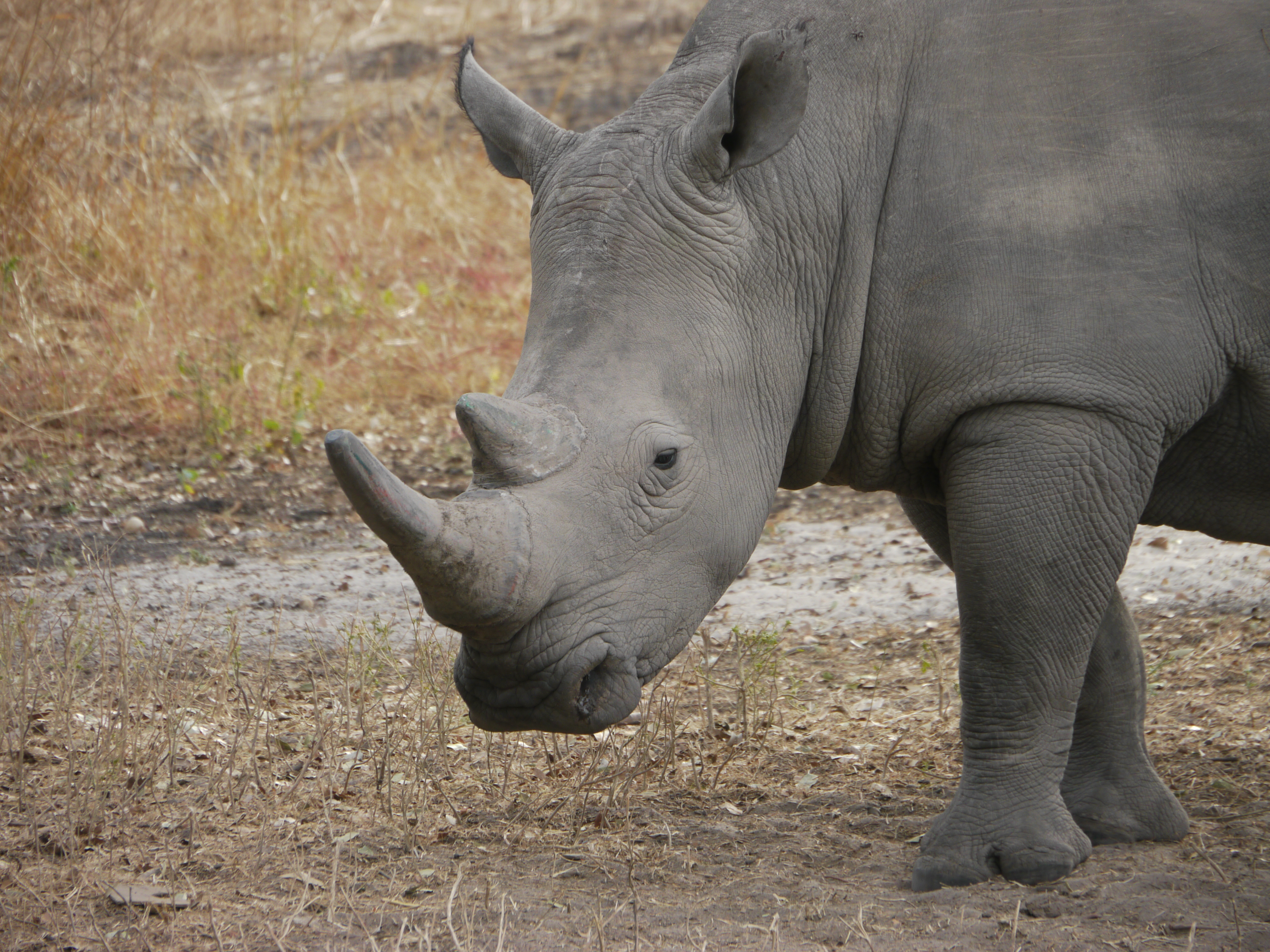
Rhinocéros
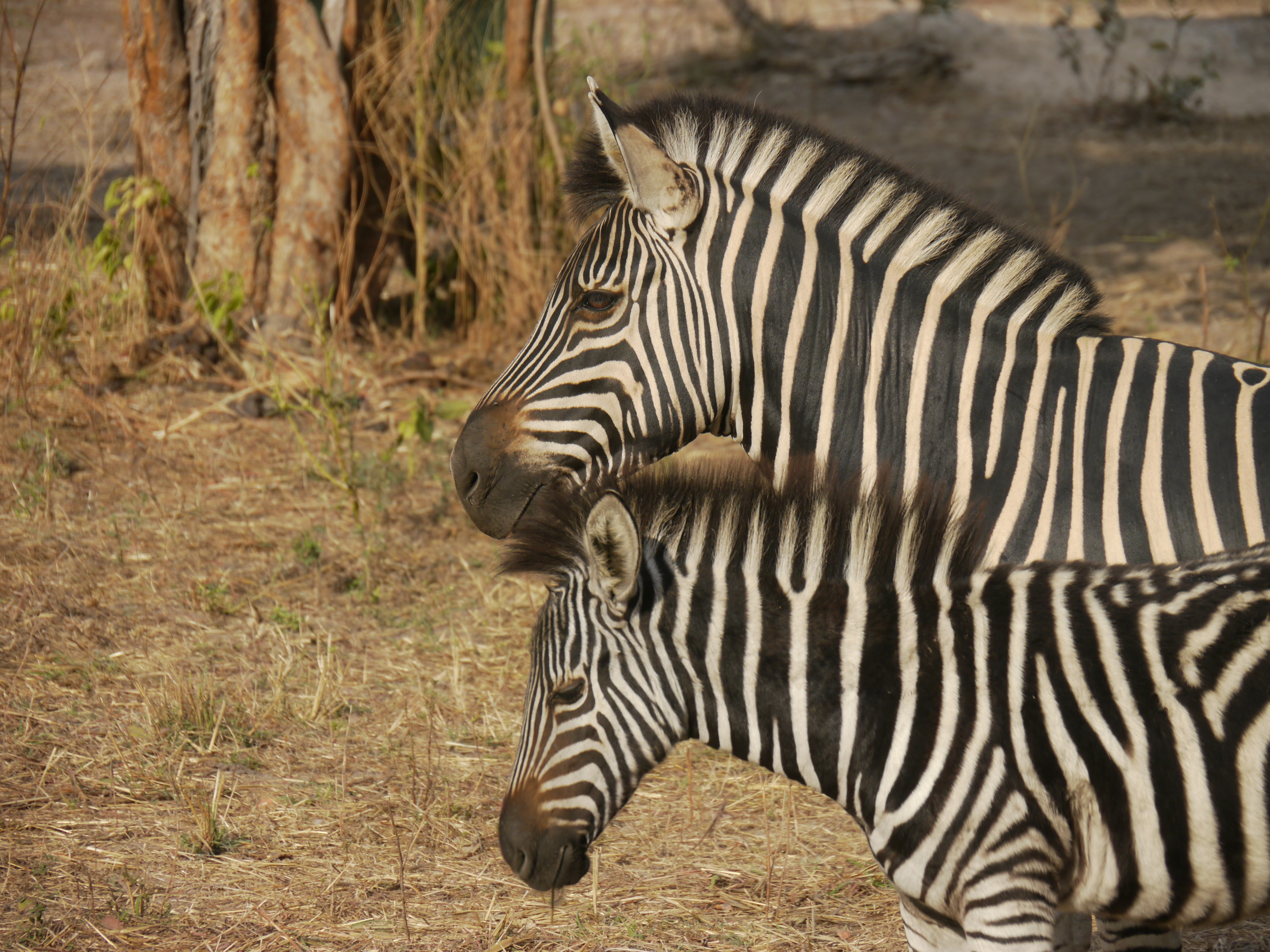
Zèbres
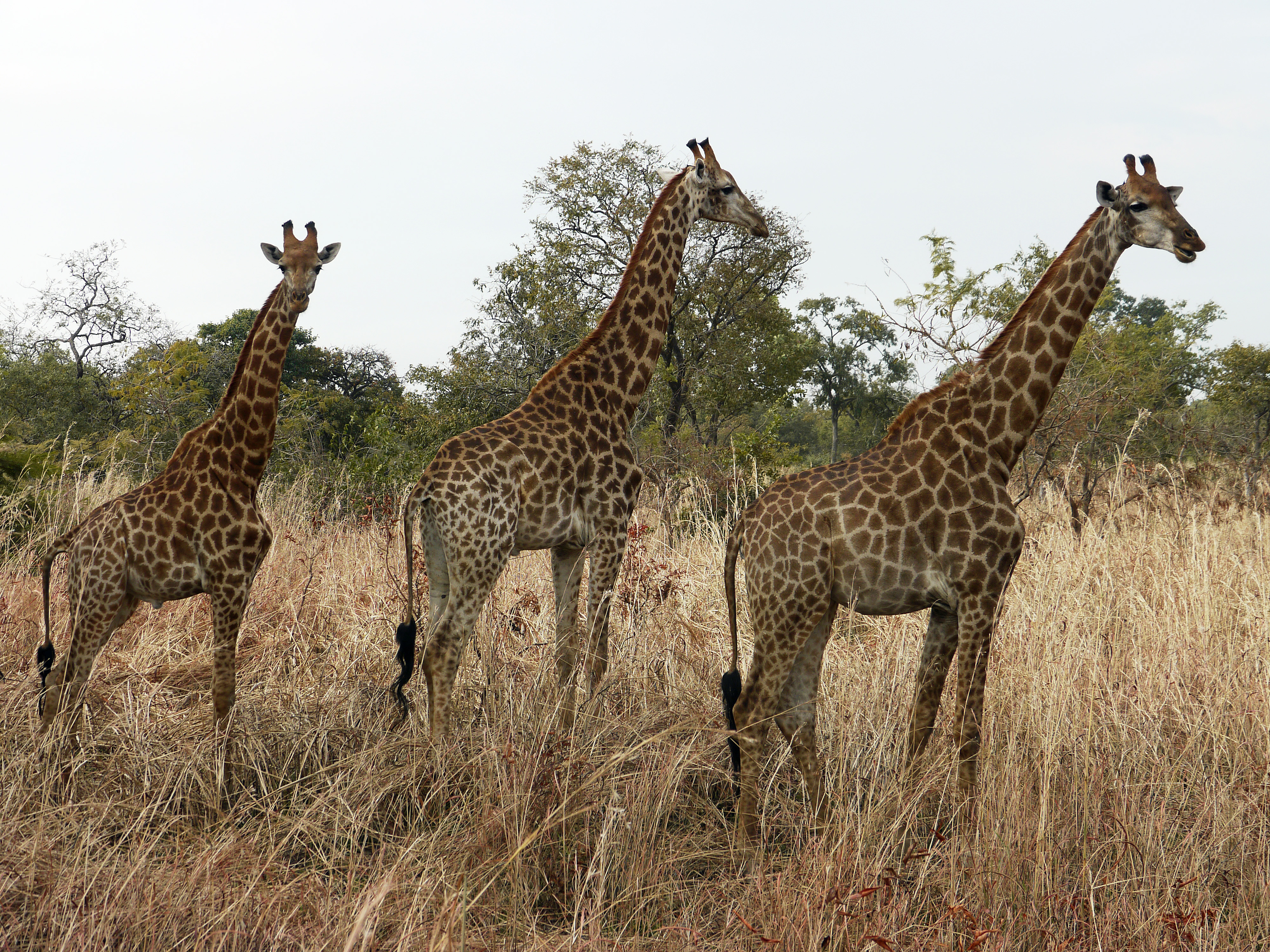
Girafes